# Kenta Hirose
Kenta Hirose (japanisch 広瀬 健太 Hirose Kenta; * 26. Juni 1992 in Kawaguchi) ist ein japanischer Fußballspieler.

## Karriere
Hirose erlernte das Fußballspielen in der Jugendmannschaft der Urawa Reds und der Universitätsmannschaft der Nippon Sport Science University. Seinen ersten Vertrag unterschrieb er 2015 bei Shonan Bellmare. Der Verein spielte in der ersten japanischen Liga, der J1 League. 2016 wechselte er zum Drittligisten Tochigi SC. Für Tochigi absolvierte er 54 Ligaspiele. 2018 unterschrieb er in Niigata einen Vertrag beim Zweitligisten Albirex Niigata. Für Niigata stand er 30-mal in der zweiten Liga auf dem Spielfeld. Der Drittligist AC Nagano Parceiro nahm ihn Anfang 2020 für zwei Jahre unter Vertrag. Für das Team aus Nagano absolvierte er 45 Drittligaspiele. Im Januar 2022 unterschrieb er in Kagoshima einen Vertrag beim ebenfalls in der dritten Liga spielenden Kagoshima United FC. Am Ende der Saison 2023 wurde er mit Kagoshima Vizemeister und stieg somit in die zweite Liga auf. Am Ende der Saison 2024 belegte er mit Kagoshima den 19. Tabellenplatz und musste somit in die dritte Liga absteigen.

## Erfolge
Kagoshima United FC
- Japanischer Drittligavizemeister: 2023  ▲